# 琼海站
琼海站，位于中华人民共和国海南省琼海市嘉积镇，是海南东环高速铁路上的高铁站，于2010年12月30日启用营运，由广州铁路集团管辖。

## 車站周邊
- 嘉积镇人民政府
- 佳润来时尚酒店
- 金贸大酒店
- 中国邮政琼海市邮政局速递物流营业厅

## 歷史
- 2010年12月30日通车启用。

## 外部連結
- 中国铁路客户服务中心 （页面存档备份，存于）